# Trewarthenick
Trewarthenick – osada w Anglii, w Kornwalii. Leży 45 km na wschód od miasta Penzance i 366 km na zachód od Londynu.